# Christelle Bosker
Christelle Bosker (20 maggio 1980) è un'ex atleta paralimpica sudafricana.

## Biografia
Affetta da emiplegia, Bosker ha partecipato ai Giochi paralimpici di Sydney 2000 nelle gare di lanci della categoria T37. Ha vinto una medaglia di bronzo nella gara del getto del peso e due medaglie d'oro nel lancio del disco e nel lancio del giavellotto.

## Palmarès
| Anno | Manifestazione     | Sede   | Evento                     | Risultato | Prestazione | Note |
| ---- | ------------------ | ------ | -------------------------- | --------- | ----------- | ---- |
| 2000 | Giochi paralimpici | Sydney | Getto del peso T37         | Bronzo    | 8,55 m      |      |
| 2000 | Giochi paralimpici | Sydney | Lancio del disco T37       | Oro       | 20,19 m     |      |
| 2000 | Giochi paralimpici | Sydney | Lancio del giavellotto T37 | Oro       | 21,85 m     |      |